# Idealni konkurenčni trg
Ideálni konkurénčni trg je miselni model mehanizma menjave blaga ali storitev v ekonomskih teorijah. Trgovanje na realnih trgih nikoli ne ustreza pogojem idealnega trga. Teoretično bi se z idealnim trgom dosegli najboljši gospodarski učinki glede razporejanja virov in sredstev. Udeleženci trgovanja, ponudniki in povpraševalci po blagu ali storitvah želijo prikrojiti trg vsak svojim interesom. Kljub temu so realni trgi pomemben človeški socialni oziroma kulturni dosežek. 
Delovanje trga zahteva nadzorno avtoriteto. Poleg moralne avtoritet tržnih običajev je potreben neodvisen tržni nadzor, ki ga prostovoljno postavijo udeleženci trga (na primer borze kot poslovna združenja), ali pa nadzor uspostavi oblast.

## Pogoji za idealni trg
Za idealno delovanje konkurenčnega trga mora biti izpolnjenih pet pogojev. Na takem trgu bi se cene približevale ravnotežni ceni, kot jo določa ponudba in povpraševanje. Teh pet pogojev pa še ne zagotavlja stabilnosti trga, saj ni izključeno napihovanje tržnega balona in posledično zlomov trga.
Razdrobljenost udeležencev (tudi: atomarnost)
Razdrobljenost udeležencev, tako ponudnikov kot povpraševalcev, ki imajo vsak svoje poslovne interese, onemogoča vpliv posameznega udeleženca na celotni trg. Razdrobljeni udleženci morajo sprejeti ceno, ki jo narekuje razmerje med ponudbo in povpraševanjem.
Homogenost
Blago ali storitev mora biti enotne vrste in kakovosti, ali pa mora med posameznimi vrstami blaga obstajati popolna zamenljivost. Idealni trg lahko definiramo torej le za eno vrsto blaga/storitev ali skupino blag/storitev, ki so popolnoma zamenljive.
Popolna informiranost
Vsi udeleženci morajo imeti popolno informacijo o blagu in o vseh ponudbah in povpraševanjih ter o doseženi ravnovesni ceni. Informacije morajo biti razpoložljive brez dodatnih stroškov.
Enak dostop
Vsi udeleženci imajo enak dostop do proizvodnih in prodajnih tehnologij, vsi potrebni viri (vključno z informacijami) so idealno gibljivi.
Prost vstop in izstop
Vsak udeleženec se lahko prosto odloči za vstop na trg, ali izstop iz trga.